# 帕塞農 (阿肯色州)
帕特農（英語：Parthenon）是位於美國阿肯色州牛頓縣的一個非建制地區。該地的面積和人口皆未知。

## 地理
帕特農的座標為35°57′11″N 93°14′32″W / 35.95306°N 93.24222°W，而該地的平均海拔高度為283米（即928英尺）。